# That's Right!
That's Right! è un album discografico a nome di Nat Adderley and the Big Sax Section, pubblicato dalla Riverside Records nel 1960.

## Tracce
Lato A
1. The Old Country – 3:54 (Nat Adderley) – Registrato il 15 settembre 1960 a New York City
2. Chordnation – 6:09 (Jimmy Heath) – Registrato il 9 agosto 1960 a New York City
3. The Folks Who Live on the Hill – 4:15 (Jerome Kern, Oscar Hammerstein II) – Registrato il 9 agosto 1960 a New York City
4. Tadd – 4:13 (Barry Harris) – Registrato il 15 settembre 1960 a New York City

Durata totale: 18:31
Lato B
1. You Leave Me Breathless – 4:14 (Ralph Freed, Friederich Hollander) – Registrato il 9 agosto 1960 a New York City
2. Night After Night – 2:29 (Joe Bailey) – Registrato il 15 settembre 1960 a New York City
3. E.S.P. – 3:47 (Barry Harris) – Registrato il 15 settembre 1960 a New York City
4. That's Right! – 8:58 (Nat Adderley) – Registrato il 15 settembre 1960 a New York City

Durata totale: 19:28

## Musicisti
The Old Country / Tadd / Night After Night / E.S.P. / That's Right!
- Nat Adderley - cornetta
- Cannonball Adderley - sassofono alto
- Jimmy Heath - sassofono tenore
- Jimmy Heath - arrangiamenti (brani: The Old Country / Tadd / E.S.P.)
- Charlie Rouse - sassofono tenore
- Yusef Lateef - sassofono tenore
- Yusef Lateef - flauto (brano: The Old Country)
- Yusef Lateef - oboe (brano: Night After Night)
- Tate Houston - sassofono baritono
- Wynton Kelly - pianoforte
- Les Spann - chitarra
- Sam Jones - contrabbasso
- Jimmy Cobb - batteria
- Jimmy Jones - arrangiamenti (brano: Night After Night)
- Norman Simmons - arrangiamenti (brano: That's Right!)

Chordnation / The Folks Who Live on the Hill / You Leave Me Breathless
- Nat Adderley - cornetta
- Cannonball Adderley - sassofono alto
- Jimmy Heath - sassofono tenore
- Jimmy Heath - arrangiamenti
- Charlie Rouse - sassofono tenore
- Yusef Lateef - sassofono tenore
- Yusef Lateef - flauto (brano: The Folks Who Live on the Hill)
- Tate Houston - sassofono baritono
- Wynton Kelly - pianoforte
- Jim Hall - chitarra
- Sam Jones - contrabbasso
- Jimmy Cobb - batteria[1][2][3]